# Hite Championship
Het Hite Championship (Koreaans: 하이트 챔피언십) is een jaarlijks golftoernooi voor vrouwen in Zuid-Korea, dat deel uitmaakt van de LPGA of Korea Tour. Het werd opgericht in 2000 als de Hite Cup (Koreaans: 하이트컵) en vindt sinds 2002 telkens plaats op de Blue Heron Golf Club in Gyeonggi. Sinds 2011 wordt het georganiseerd onder de naam Hite Jinro Championship en het is tevens een van vier majors op de LPGA of Korea Tour.
Sinds 2009 wordt het toernooi gespeeld in een strokeplay-formule van vier ronden (72-holes). Echter, van 2000 tot 2008 werd het gespeeld in een 54-holes toernooi.

## Golfbanen
Sinds de oprichting wordt het toernooi op verschillende locaties gespeeld:
- 2000: Gold Country Club in Gomae
- 2001: Kwang Neung Forest Country Club
- 2002-heden: Blue Heron Golf Club in Gyeonggi

## Winnaressen
| Jaar                    | Winnares       | Score    | Score    | Info                             |
| Hite Cup                | Hite Cup       | Hite Cup | Hite Cup | Hite Cup                         |
| ----------------------- | -------------- | -------- | -------- | -------------------------------- |
| 2000                    | Kang Soo-yun   | 207      | –9       |                                  |
| 2001                    | Kang Soo-yun   | 211      | –5       |                                  |
| 2002                    | Kang Soo-yun   | 208      | –8       |                                  |
| 2003                    | Kim Soon-hee   | 213      | –3       |                                  |
| 2004                    | Park Hee-young | 214      | –2       |                                  |
| 2005                    | Lee Sun-hwa    | 219      | +1       |                                  |
| 2006                    | Moon Hyun-hee  | 210      | –6       |                                  |
| 2007                    | Choi Hye-jung  | 210      | –6       |                                  |
| 2008                    | Jiyai Shin     | 203      | –13      |                                  |
| 2009                    | Seo Hee-kyung  | 279      | –9       | Uitgebreid tot 72-holes          |
| 2010                    | Jang Soo-hwa   | 286      | –2       |                                  |
| Hite Jinro Championship |                |          |          |                                  |
| 2011                    | Kim Ha-neul    | 285      | –3       |                                  |
| 2012                    | Yoon Seul-a    | 284      | –4       |                                  |
| 2013                    | Jang Ha-na     | 272      | –16      |                                  |
| 2014                    | Kim Hyo-joo po | 284      | –4       | Won de play-off van Lee Jung-min |

| Toernooirecord (54-holes) |  | Toernooirecord (72-holes) |  | po = winnares na play-off |

 Lotte Mart Women's Open ·
 Nexen Saint Nine Masters ·
 Edaily Ladies Open ·
 Woori Ladies Championship ·
 Doosan Match Play Championship ·
 E1 Charity Open ·
 Lotte Cantata Women's Open ·
 S-OIL Champions Invitational ·
 Korea Women's Open ·
 Kumho Tire Women's Open ·
 Jeju Samdasoo Masters ·
 Hanwha Finance Classic ·
 KyoChon Honey Ladies Open ·
 Nefs Masterpiece ·
 MBN Women's Open ·
 Charity High1 Resort Open ·
 YTN-Volvik Women's Open ·
 KLPGA Championship ·
 Daewoo Classic ·
 Pak Se-ri Invitational ·
 Hite Championship ·
 LPGA KEB-HanaBank Championship ·
 KB Star Championship ·
 Seoul Ladies Classic ·
 ADT CAPS Championship ·
 Chosun Ilbo Championship ·
 China Women's Open